# Eurocoelotes falciger
Eurocoelotes falciger är en spindelart som först beskrevs av Kulczynski 1897.  Eurocoelotes falciger ingår i släktet Eurocoelotes och familjen mörkerspindlar. Inga underarter finns listade i Catalogue of Life.